# Hylaeus

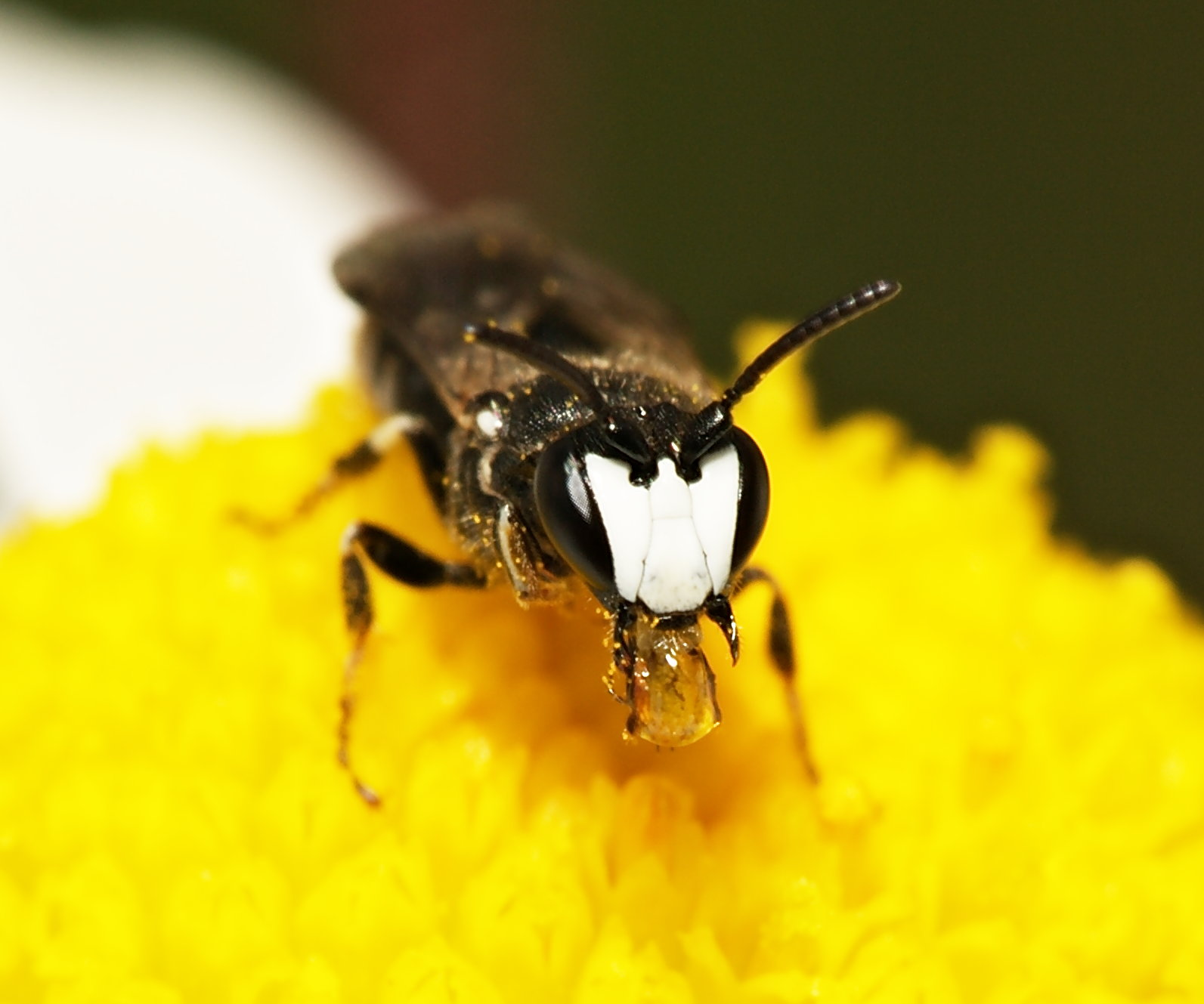
Самец пчелы H. nigritus

Hylaeus (лат.) (=Prosopis) — один из крупнейших и распространённых по всему миру родов пчёл, включающий более 700 видов из семейства Colletidae.

## Описание
Внешне напоминают мелких стройных ос, так как почти не опушены. Космополитное распространение. Чёрные или редко частично красные, обычно с ограниченными жёлтыми или белыми отметинами на голове и мезосоме; язычки у обоих полов короткие, от урезанных до слабо двулопастных; скуловое пространство обычно очень короткое; мезэпистернум в норме без заметного гребня или шипика перед мезококсой; вершина задней голени на внешней поверхности лишена шипов;
скопа у самки полностью отсутствует. Для самцов большинства видов характерна бледно-белая или жёлтая маска лица; «полная маска» означает, что окологлазные области, наличник и супраклипеальные области целиком бледные.

### Выделение шёлка
У пчёл рода Hylaeus обнаружено редчайшее среди пчёл выделение шёлка и у имаго.

## Классификация
В мировой фауне более 700 видов, в Европе около 80 видов, в Китае 48 видов, в Турции 86 видов. Относится к трибе Hylaeini, надтрибе Hylaeiti, подсемейству Hylaeinae.
46 подродов. В Палеарктике около 200 видов, в Азиатской части России 31 вид.

### Виды Средней Европы
В Средней Европе около 45 видов: 37 в Германии, 39 в Австрии, 35 в Швейцарии.
- Hylaeus alpinus (Morawitz, 1867)
- Hylaeus angustatus (Schenck, 1861)
- Hylaeus annularis (Kirby, 1802)
- Hylaeus annulatus (Linnaeus, 1758) typus
- Hylaeus bifasciatus (Jurine, 1807)
- Hylaeus brevicornis Nylander, 1852
- Hylaeus cardioscapus Cockerell, 1924
- Hylaeus clypearis (Schenck, 1853)
- Hylaeus communis Nylander, 1852
- Hylaeus confusus Nylander, 1852
- Hylaeus cornutus Curtis, 1831
- Hylaeus crassanus (Warncke, 1972)
- Hylaeus difformis (Eversmann, 1852)
- Hylaeus duckei (Alfken, 1904)
- Hylaeus euryscapus Förster, 1871
- Hylaeus gibbus Saunders, 1850
- Hylaeus glacialis Morawitz, 1872
- Hylaeus gracilicornis (Morawitz, 1867)
- Hylaeus gredleri Förster, 1871
- Hylaeus hyalinatus Smith, 1842
- Hylaeus imparilis Förster, 1871
- Hylaeus kahri Förster, 1871
- Hylaeus lepidulus Cockerell, 1924
- Hylaeus leptocephalus (Morawitz, 1870)
- Hylaeus lineolatus (Schenck, 1861)
- Hylaeus meridionalis Förster, 1871
- Hylaeus moricei (Friese, 1898)
- Hylaeus nigritus (Fabricius, 1798)
- Hylaeus nivaliformis Dathe, 1977
- Hylaeus nivalis (Morawitz, 1867)
- Hylaeus pectoralis Förster, 1871
- Hylaeus pfankuchi (Alfken, 1919)
- Hylaeus pictipes Nylander, 1852
- Hylaeus pilosulus (Pérez, 1903)
- Hylaeus punctatus (Brullé, 1832)
- Hylaeus punctulatissimus Smith, 1842
- Hylaeus rinki (Gorski, 1852)
- Hylaeus roborovskyi Proshchalykin & Dathe, 2018[3].
- Hylaeus signatus (Panzer, 1798)
- Hylaeus sinuatus (Schenck, 1853)
- Hylaeus spilotus Förster, 1871
- Hylaeus styriacus Förster, 1871
- Hylaeus taeniolatus Förster, 1871
- Hylaeus trinotatus (Pérez, 1895)
- Hylaeus tyrolensis Förster, 1871
- Hylaeus variegatus (Fabricius, 1798)